# Brian Benben
Brian Benben (Winchester, 18 giugno 1956) è un attore statunitense.

## Biografia
Nato a Winchester, frequenta le scuole superiori Marlboro a New York, poi la "College Ulster County Community" a Stone Ridge. Dopo aver studiato per 2 anni si trasferisce definitivamente a New York dove pratica vari lavori. Nel 1982 sposa Madeleine Stowe, incontrata durante le riprese di I giorni del Padrino. Hanno una figlia, May, nata nel 1996. Vivono in Texas. 
Benben è conosciuto per il suo ruolo di primo piano nelle serie televisiva HBO Dream On (dal 1990 al 1996). Interpreta la parte di agente dell'FBI nel film Arma non convenzionale (1990) e ha un ruolo da protagonista nel film Radioland Murders (1994). Nel settembre 1998 recita in una sitcom in prima serata prodotta dalla CBS, The Brian Benben Show. 
Benben è tra i protagonisti della serie televisiva Private Practice. Il suo personaggio viene introdotto come ricorrente nella seconda stagione (2008), mentre dall'anno seguente diventa un personaggio regular, rimanendolo fino alla fine della serie.

## Filmografia

### Cinema
- Gangster Wars, regia di Richard C. Sarafian (1981)
- Fuori dal tunnel (Clean and Sober), regia di Glenn Gordon Caron (1988)
- Mortal Sins, regia di Yuri Sivo (1989)
- Arma non convenzionale (Dark Angel), regia di Craig R. Baxley (1990)
- Benvenuti a Radioland (Radioland Murders), regia di Mel Smith (1994)

### Televisione
- I giorni del Padrino (The Gangster Chronicles) – miniserie TV, 13 episodi (1981)
- American Playhouse – serie TV, episodio 2x03 (1983)
- Lovers and Other Strangers, regia di Burt Brinckerhoff – film TV (1983)
- Mr. Sunshine – serie TV, episodio 1x01 (1986)
- Kay O'Brien – serie TV, 13 episodi (1986)
- Un salto nel buio (Tales from the Darkside) - serie TV, episodio 3x02 (1986)
- Un anno nella vita (A Year in the Life) – serie TV, 3 episodi (1987-1988)
- Matlock – serie TV, episodio 2x23 (1988)
- Dream On – serie TV, 115 episodi (1990-1996)
- Comfort, Texas, regia di Michael Ritchie – film TV (1997)
- The Brian Benben Show – serie TV, 8 episodi (1998-2000)
- The Flamingo Rising, regia di Martha Coolidge - film TV (2001)
- Sister Mary Explains It All, regia di Marshall Brickman - film TV (2001)
- Kingpin – miniserie TV, 6 episodi (2003)
- Masters of Horror – serie TV, episodio 1x07 (2005)
- The Mastersons of Manhattan, regia di James Burrows – film TV (2007)
- Private Practice – serie TV, 83 episodi (2008-2013)
- Scandal – serie TV, episodio 4x06 (2014)
- Grace and Frankie – serie TV, episodio 1x06 (2015)
- Roadies – serie TV, 4 episodi (2016)
- Imposters – serie TV, 10 episodi (2017-2018)

## Doppiatori italiani
Nelle versioni in italiano dei suoi lavori, Brian Benben è stata doppiato da:
- Paolo Marchese in Private Practice, Scandal
- Antonio Sanna in Fuori dal tunnel
- Gianni Giuliano in Dream On
- Marco Mete in Arma non convenzionale
- Oreste Baldini in Masters of Horror
- Stefano De Sando in Imposters